# Museo Fournier de Naipes

Museo Fournier de Naipes de Álava. Patio

El Museo Fournier de Naipes de Álava (en euskara Arabako Fournier Karta Museoa) es un museo dedicado a la conservación, valoración, estudio y exposición de naipes, de todo el mundo y de todos los tiempos, con la finalidad de atender el interés del público y de investigadores, estudiosos y coleccionistas.
El museo fue fundado por Félix Alfaro Fournier y está situado en el Palacio de Bendaña en el casco medieval de Vitoria (Álava). Su colección muestra la evolución de la fabricación y de la temática de los naipes en diferentes países (aunque predominan los naipes españoles) e incluye naipes desde el siglo XV, de temas que abarcan la historia, el arte, la mitología, la adivinación, la música, el erotismo y la tauromaquia.
Junto al contiguo Museo de Arqueología, obra de Patxi Mangado ganadora del 14.º Premio Europeo de Arquitectura de Cobre (2009), forman el complejo museístico Bibat.

## Historia

### Inicio de la colección
En 1870, Heraclio Fournier se trasladó de Burgos a Vitoria (Álava) para establecer su empresa de fabricación de naipes. En el año 1916, su nieto Félix Alfaro Fournier le sucedió como director de la empresa. Inspirado por el Museo de Naipes de Bielefeld, en Alemania, Félix Alfaro Fournier comenzó su propia colección de naipes que con el tiempo constituiría el origen del actual Museo Fournier de Naipes de Álava con dos barajas españolas fabricadas la una en Madrid por Josef de Monjardín en el año 1815, y la otra por J.J. Maciá en Barcelona en el año 1830.
La colección se extiende a partir de sus adquisiciones de juegos de naipes durante viajes dentro o fuera de España y mediante donaciones de particulares, incluyendo coleccionistas y otros fabricantes de naipes de numerosos países colegas de Félix Alfaro. Con la adquisición de la colección de la empresa de naipes Thomas De La Rue la colección alcanza importancia mundial. A estas se suman las barajas encontradas en los almacenes de las empresas naiperas que, en la década 1930-1940, fueron adquiridas por la empresa vitoriana.

### Fundación del museo
En el año 1984 la colección, que constaba de más de tres mil barajas, fue adquirida por la Diputación Foral de Álava. Fue abierto como museo público en 1986 en el entonces Museo Provincial (actual Museo de Bellas Artes de Álava, en el Palacio Augustin-Zulueta) y en 1994 fue instalado en el Palacio de Bendaña, tras el cierre del taller de carpintería Hijos de Teodoro Aguirre.
El museo ha ido ampliando su colección con nuevas adquisiciones y donaciones hasta alcanzar más de 20&nbsp000 ejemplares en el año 2012.

## Localización
Desde el 22 de septiembre de 1994 el museo está situado en el palacio de Bendaña, un palacio renacentista, que fue erigido en el año 1525 por Juan López de Arrieta, en un solar ocupado previamente por una torre defensiva erigida por los Maestu, y de la que se conservan algunos restos. La fachada mantiene el aspecto de una casa medieval fortificada pese a la introducción de elementos decorativos del gótico tardío. El edificio está formado por un cuerpo principal de tres plantas y otro de dos, y un patio decorado con elementos renacentistas.
La restauración del edificio ha sido exhaustiva y específicamente destinada a albergar los fondos del Museo Fournier de Naipes de Álava. Para ello se estableció una circulación anular en sus plantas destinadas a exposición, dedicando otros espacios a la dirección, depósito de fondos, salas de investigación, biblioteca, áreas de trabajo, sala de conferencias, etc.

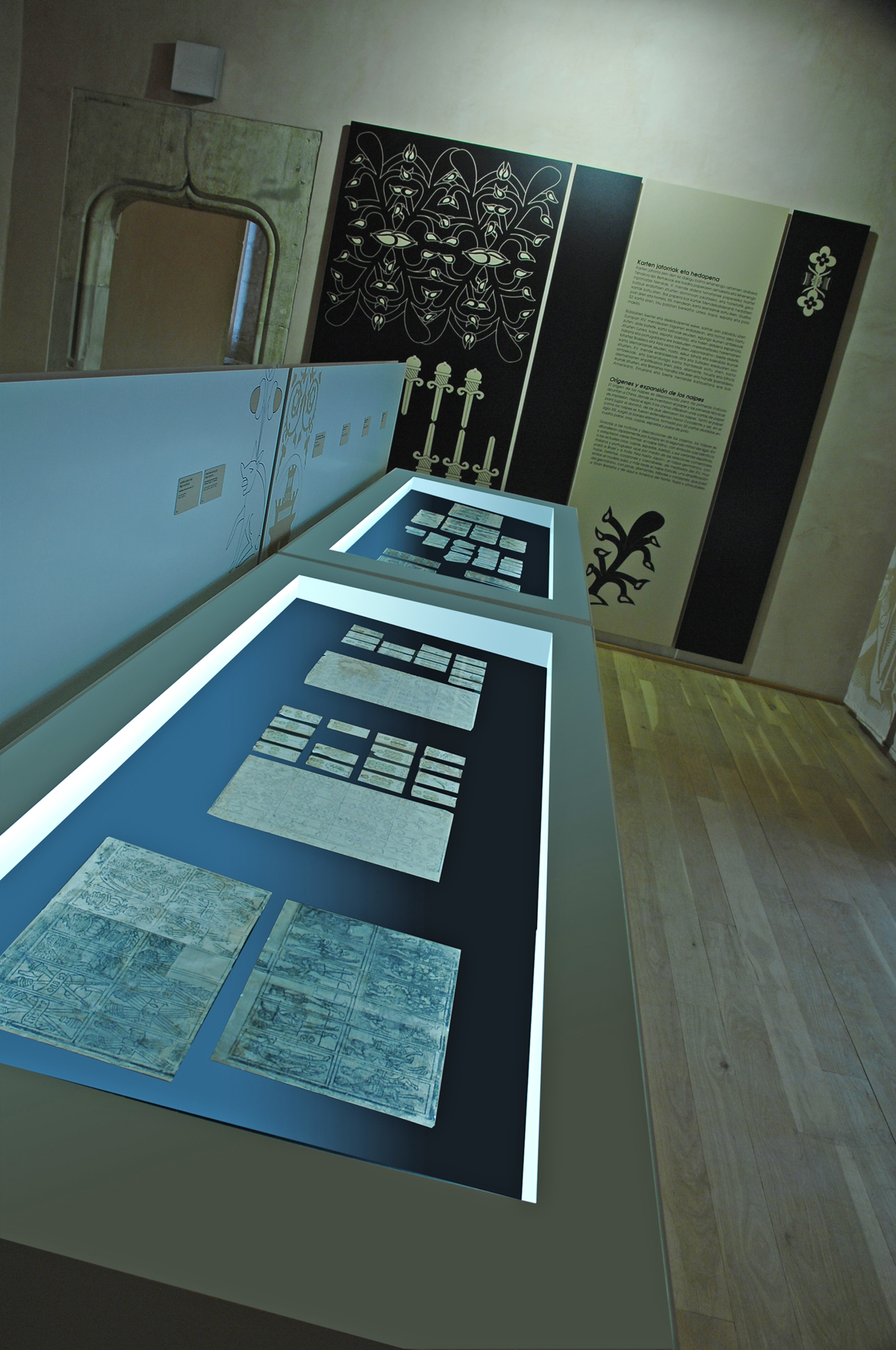
Museo Fournier de Naipes de Álava. Vista de sala

## Fondos del Museo
Entre los fondos de la colección destacan algunos ejemplares como un pliego con tres figuras impreso en xilografía en el Alto Rhin hacia 1460; varios tarots de distintas épocas y países; un juego con flores de seda procedente de Francia; otro peruano en plata; barajas "transparentes" y de "transformación"; y la baraja más antigua, de posible origen provenzal, del siglo XV. Se pueden observar barajas de todos los tiempos y continentes, de formas, materiales y temas variados: historia, geografía, costumbres, música, magia, literatura, etc. Entre las cartas de temas satíricos destacan las cartas políticas del siglo XIX que muestran a personajes políticos tales como Cánovas, Sagasta, Prim o el Duque de Monpensier.
La colección de naipes se complementa con una muestra de la historia de las artes gráficas. A través de la evolución del proceso de impresión y fabricación de naipes, se señalan los procedimientos -manuales e industriales- empleados desde el siglo XV a la actualidad, desde planchas xilográficas hasta el offset.
Con diferente periodicidad, se realizan exposiciones temporales sobre diferentes temas, con objeto de mostrar fondos normalmente no expuestos, o de reciente adquisición. Existe además una biblioteca especializada orientada a investigadores y coleccionistas.

Museo Fournier de Naipes de Álava. Vista de sala

## Horario
- martes a sábados de 10.00 a 14.00 y de 16.00 a 18.30
- domingos y festivos de 11.00 a 14.00
- lunes, excepto festivos, cerrado
- martes después de lunes festivo, cerrado